# Det Ny Kammerkor
Det Ny Kammerkor blev stiftet den 29. august 2000. Det skete på baggrund af en fusion mellem de to kammerkor: Corda Vocale, stiftet af Claus Thorenfelt i 1985 og Vocalerne, stiftet af Mogens Helmer Petersen i 1988. Initiativet til fusionen blev taget af de to bestyrelser, da Corda Vocale manglede en dirigent, og Vocalerne manglede sangere. 
Det Ny Kammerkor har siden 2000 været dirigeret af organist og kantor ved Helligåndskirken i Århus Anders Gaden. Koret arbejder målrettet for gode musikalske og sociale oplevelser.
Koret synger alt overvejende a capella musik. Her strækker repertoiret fra Monteverdis madrigaler over romantiske værker af Mendelssohn, Brahms og Bruckner til nyere korlyrik af Britten, Poulenc, Duruflé, Schultz, Holmboe, Nørgaard, Buchenberg, Whitacre samt mange flere.
Korets koncerter er publikumsvenlige og bringer tilhørerne igennem et forløb, hvor samtlige sange introduceres grundigt. Programmet består altid af noget forholdsvist kendt, men blandet med mere ukendte, ofte nyere kompositioner, der i højere grad udfordrer og udvider tilhørernes lyttevaner.
Det ny kammerkor har siden stiftelsen haft et højt aktivitetsniveau og har bl.a. deltaget i flere internationale korkonkurrencer:
April 2007, Deltagelse i International Korkonkurrence i Tallinn, Estland. Juni 2006, Deltagelse i "Florilège Vocal de Tours", Frankrig. Maj 2006, Optagelse af DR-udsendelsen "Før Søndagen", som blev vist i perioden 22. juli – 30. september 2006. Juli 2005, deltagelse ved den 4. Internationale Brahmsfestival i Wernigerode, Tyskland. April 2004, deltagelse i den 20. Internationale korkonkurrence i Maribor, Slovenien. September 2009, deltagelse i International Choir Contest of Flanders, Maasmechelen, Belgien. August 2010, deltagelse i 1st Heart of Europe Choir Competition, Gelnhausen, Tyskland. Oktober 2016, deltagelse i "Canta al Mar" i Spanien, vinder af kategorien "Chamber Choir" med gulddiplom  samt sølvdiplom i kategorien ”Sacred Music”.
I forbindelse med korets 10 års jubilæum i september 2010, udgav koret deres første CD med titlen 'Go Lovely Rose'. CD’en afspejler noget af det repertoire koret igennem de seneste år har arbejdet med, nemlig den moderne kompositionsmusik. 